# Analogmessgerät

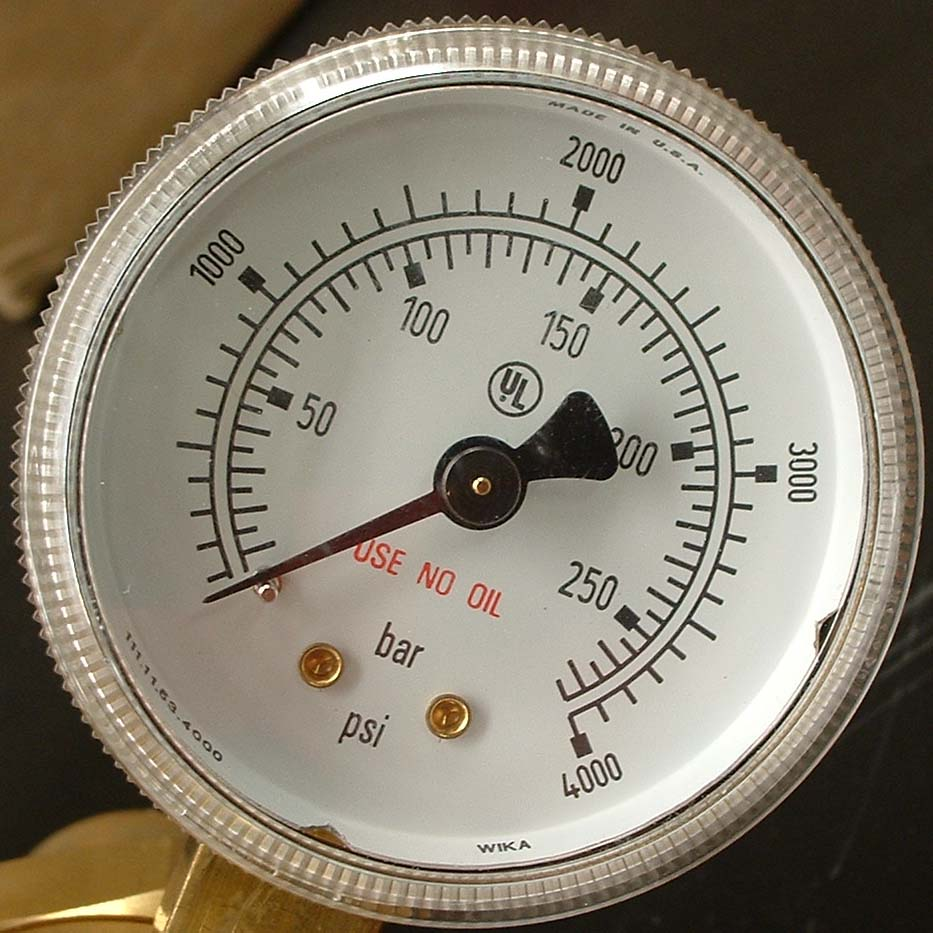
Analoges Druckmessgerät

Das Charakteristikum eines Analogmessgeräts ist die Erfassung und Darstellung der  zu messenden Größe nach einem analogen Messprinzip, das heißt in stufenloser oder kontinuierlicher Weise. Umgekehrt gesagt versteht man unter einem Analogmessgerät ein Messgerät, bei dem zur Messung keine  Digitalelektronik eingesetzt wird.
Im Allgemeinen wird der Messwert mit einem Zeigermessgerät angezeigt, zum Beispiel einem Drehspulmessgerät, seltener mit einer andersartig verschiebbaren Marke, zum Beispiel bei einem Flüssigkeits-Glasthermometer. Der Sonderfall eines elektrischen Energiezählers soll nachfolgend unbeachtet bleiben.
Der Vorteil eines Analogmessgerätes ist die viel schnellere und leichtere Wahrnehmung von Tendenzen und Schwankungen des Messwertes. Hingegen ist das Ablesen als numerischer Wert (Analog-Digital-Umsetzung zur bewussten Verarbeitung) für den Benutzer zeitaufwendiger als das Ablesen einer Ziffernanzeige.  Erschwerend ist auch, dass bei umschaltbaren Messgeräten je nach Messbereich unterschiedliche Skalen verwendet werden, deren Zahlenwerte zudem noch mit einfachen Zahlen (Zehnerpotenzen, Zwei, Einhalb etc.) zu multiplizieren sind, um den richtigen Wert zu erhalten.
Bei Analogmessgeräten ist es noch kritischer als bei Digitalgeräten, dass ein nicht zu empfindlicher Messbereich gewählt wird, denn zusätzlich zu möglichen Schäden durch thermische  Überlastung kommt die Gefahr der mechanischen Überlastung, dass der Zeiger beim Hinausschießen über den Vollausschlag Schaden nimmt.
Das Analogmessgerät zeigt die gemessene physikalische Größe in Zusammenhang mit einer Skale direkt an. Die Anzeige erfolgt durch einen Zeiger-, Säulen- oder Schreiberausschlag vor einer Anzeigeskale als Winkel- oder Wegänderung, über die der Messwert abgelesen werden kann. Eine Skale mit linearer Teilung liefert den Ausschlag proportional zur Messgröße und wird zu einfacher Ablesung angestrebt.
Die Vorteile eines Analogmessgerätes sind:
- besserer Überblick über den Gesamtmessbereich
- Änderungen der Messwerte leichter erkennbar
- Beurteilung von schwankenden Messgrößen besser möglich
- Erkennen von kleinsten Messgrößenänderungen eher möglich

Die Nachteile eines Analogmessgerätes sind:
- mögliche Ablesefehler (Parallaxefehler und Schätzunsicherheit)
- empfindliche Messwerke können gestört werden (Fehlanzeige durch magnetische Felder möglich)
- Umrechnungsfehler bei der Zuordnung von Messbereich und Skale
- im Allgemeinen größere Fehlergrenzen

Zum Vergleich der analogen mit der digitalen Messmethode Digitale Messtechnik